# Alexandra Jupiter
 (janvier 2025).
Si vous disposez d'ouvrages ou d'articles de référence ou si vous connaissez des sites web de qualité traitant du thème abordé ici, merci de compléter l'article en donnant les références utiles à sa vérifiabilité et en les liant à la section « Notes et références ».
Alexandra Johanna Jupiter est une joueuse française de volley-ball et de beach-volley née le 11 mars 1990 à Charenton-le-Pont (Val-de-Marne). Elle mesure 1,90 m et joue réceptionneuse-attaquante. Elle est internationale française.

## Clubs
| Club               | De        | À |
| ------------------ | --------- | - |
| Criollas de Caguas | mars 2013 |   |
| ES Le Cannet       | 2013-2014 | … |

## Palmarès

### En beach-volley
- Médaille d'argent aux  Jeux méditerranéens de 2018
- Médaille d'or aux Jeux méditerranéens de plage de 2019